# سؤال متشعب
السؤال المتشعب عبارة عن سؤال ليس له إجابة محددة، ولكنه يتعامل مع قدرة الإنسان على التفكير بشكل شامل حول موضع معين.

## في التعليم
والأسئلة المتشعبة، والتي تشيع في التعليم بالاستفسار، تسمح للطلاب باستكشاف المجالات المختلفة وخلق العديد من التنوعات المختلفة والإجابات أو السيناريوهات البديلة. يمكن أن تعتمد الصحة على العروض المنطقية، ويمكن أن تعتمد على السياق، أو يمكن أن تصل إلى المعارف الأساسية الشاملة، أو الحدس أو الاستنتاج أو العرض أو الخلق أو البديهة أو التخيل. وغالبًا ما تتطلب هذه النوعية من الأسئلة من الطالب أن يقوم بتحليل أو توليف أو تقييم قاعدة المعارف ثم عرض أو توقع النتائج المختلفة.
ومن الأمثلة البسيطة للسؤال المتشعب:

اكتب أكبر قدر ممكن من الاستخدامات التي ترد على بالك للموضوعات التالية: (1) قطع الطوب، (2) البطانية.